# Кринский, Владимир Фёдорович
Влади́мир Фёдорович Кри́нский (1890—1971) — русский и советский архитектор, теоретик архитектуры, художник, педагог, идеолог рационализма, разработчик концепции архитектурной пропедевтики. Доктор архитектуры (1950), профессор. Заслуженный архитектор РСФСР (1970).

## Биография
Родился 18 декабря 1890 года в Рязани. После окончания гимназии учился в Санкт-Петербурге художественной школе Общества поощрения художников. Учился в Высшем художественном училище при Императорской Академии художеств (1910—1917). В 1919 году работал под руководством И. В. Жолтовского в Архитектурной мастерской Строительного отдела Моссовета — первой государственной архитектурной артели советского времени. Помимо Кринского в мастерской работали А. В. Щусев, К. С. Мельников, Л. А. Веснин, братья Пантелеймон и Илья Голосовы, Н. А. Ладовский, В. Д. Кокорин, А. М. Рухлядев и другие архитекторы. В 1919—1920 годах состоял членом Живскульптарха — первого новаторского объединения архитекторов в Советской России. Вместе с Н. А. Ладовским учредил в 1923 году Ассоциацию новых архитекторов (АСНОВА), проповедовшее идеи архитектурного рационализма. С 1920 года преподавал в ВХУТЕМАСе и ВХУТЕИНе, где вместе с Н. А. Ладовским и Н. В. Докучаевым возглавлял Объединённые левые мастерские (Обмас). В 1920—1923 годах создал экспериментально-методические проекты «Цвет и форма», «Цвет и пространственная композиция», «Цвет и графическая композиция», оказавшие значительное влияние на популярные в те годы типы домов-коммун, небоскрёбов, общественных зданий. Одним из таких экспериментальных проектов был Небоскреб ВСНХ, ставший впоследствии визитной карточкой ВХУТЕМАСа. Его графические композиции сравнивали с работами Фернана Леже. В. Ф. Кринский был одним из основных авторов теоретического курса архитектурной композиции. Основы этой теории были изложены в изданной в 1934 году книге «Элементы объёмно-пространственной композиции». С 1930 года — преподаватель МАРХИ, где на протяжении нескольких десятилетий возглавлял кафедру Основ архитектурного проектирования.

Плита колумбария на Новодевичьем кладбище

Жил в Москве в Доме архитекторов на Ростовской набережной. Скончался 2 апреля 1971 года. Похоронен в Москве на Новодевичьем кладбище.

## Основные работы
- 1935 — Станция метро «Комсомольская» Сокольнической линии в Москве;
- 1935—1937 — Жилой дом работников «Наркомвода» в составе комплекса зданий и сооружений Северного речного вокзала и шлюзов № 7 и № 8 Канала имени Москвы, Москва, Большая Набережная, 11;
- 1937 — Северный речной вокзал, совместно с А. М. Рухлядевым, Москва;
- 1930-е — шлюзы № 7 и № 8 Канала имени Москвы;
- 1930-е—1950-е Жилой городок художников, Москва, Петровско-Разумовская аллея, 2 — Верхняя Масловка, 1, 3, 9.

## Награды и звания
- Заслуженный архитектор РСФСР (1970)[1]
- Орден Ленина (1954)
- Орден Трудового Красного Знамени (1937) — за участие в строительстве канала имени Москвы[6].
- Орден «Знак Почёта»[4]